# David Bates (poeta)
David Bates (6 marca 1809 - 25 stycznia 1870) – amerykański poeta.
Urodził się w Indian Hill w stanie Ohio, wykształcenie zdobył w Buffalo. Pracował w Indianapolis, później w Filadelfii. W 1849 roku został wydany jego pierwszy tom poezji, Eolian.
Najbardziej znane utwory Batesa to Speak Gently (sparodiowany przez Lewisa Carrolla w Alicji w krainie czarów), Childing i Childhood.